# Òscar Palazón Ferré
Òscar Palazón Ferré (Lleida, 1969) és llicenciat en Filologia Anglogermànica.
Ha publicat 5 novel·les, 5 poemaris i diversos relats i poemes en llibres col·lectius. També ha fet incursions en la poesia visual i experimental, quedant finalista en un parell de premis d'aquest gènere.
Ha estat guanyador o finalista de premis literaris com el Premi Víctor Mora de Narrativa Breu (2002), el Premi de Poesia La Catalana de Lletres (2003 i 2004), el Premi de Narrativa Vila de l'Ametlla de Mar (2008), el Premi Guillem Colom i Ferrà de Poesia (2013), el Premi 7lletres (2017), el Premi Joaquim Ruyra (2018), el Premi Carles Hac Mor (2019) o el Premi Vila de Martorell de Poesia Catalana (2019). A més, l'any 2006 va obtenir una subvenció de la Institució de les Lletres Catalanes per a activitats literàries.
Finalista del Premi Just Manuel Casero 2021 amb Tractat d'anatomia.

## Obra publicada
Narrativa
- Un rostre que no és meu. Valls: Cossetània, 2008[11]
- El fotògraf. Barcelona: Ara Llibres, 2008[12]
- El fotógrafo. Barcelona: JP Libros, 2010[13]
- Els complements del nom. Lleida: Pagès, 2018[14]
- Alguns ocells muts. Lleida: Pagès, 2019[15]
- Tractat d'anatomia. La Seu d'Urgell: Medusa, 2022

Poesia
- Atles de la memòria. Valls: Cossetània, 2005[16]
- El coit imperfecte. Barcelona: March Editor, 2011[17]
- Imagino Budapest. Palma: Documenta Balear, 2014[18]
- Testament dada'm. Juneda: Fonoll, 2019
- Diari de laboratori. Barcelona: Viena Edicions, 2019